# Гейданек, Ладислав
Ладислав Гейданек (чеш. Ladislav Hejdánek; 10 мая 1927, Прага — 28 апреля 2020, там же) — чешский философ

, ученик Эмануэля Радла, Йозефа Громадки и Яна Паточки, один из представителей Хартии-77, Эмерит евангелистского теологического факультета Карлова университета.

## Биография
Гайданек после войны активно участвовал в деятельности средней школы и колледжа YMCA (христианской ассоциации молодёжи) и был последним председателем пражской ассоциации Академических YMCA в 1949 году, когда была её деятельность остановлена. В феврале 1948 года был одним из около 200 студентов, которые пошли в Замок просить президента Эдварда Бенеша, чтобы где не признавали отставку министров, не разделяющих коммунистические взгляды. В 1946 году он начал изучать математику, затем увлёкся философией.
В 1946 г. поступил на природоведческий факультет Карлова университета. Впоследствии перевёлся на философский факультет, на котором в 1952 году под руководством Яна Козака защитил диссертацию «Концепция истины и некоторые её онтологические предпосылки». Однако работу по специальности получил лишь в 1968 г., когда по рекомендации Яна Паточки был принят в Институт философии Чехословацкой Академии Наук. В 1970 г. защитил диссертацию «Философия и вера» на соискание учёной степени хабилитированного доктора. В апреле 1971 г. был уволен из института по политическим мотивам, а в ноябре того же года арестован и спустя полгода приговорён к 9 месяцам лишения свободы. В тюрьме написал для дочери «Малое введение в философию». После освобождения из тюрьмы работал ночным сторожем, кочегаром и кладовщиком. В 1985 г. основал самиздатовский философско-теологический журнал «Reflexe». Распад социалистического блока позволил Гейданеку официально вернуться к своей профессии, и в 1990 г. ему было присвоено звание доцента теологического факультета Карлова университета. С 1992 года — профессор философского факультета, где преподавал до второй половины 90-х годов прошлого века. В настоящее время живёт в Писеке.
В 1953 году он женился на Хеде Кофранке и вырастил с четырех дочерей. С Иаковом Троянем, Альфредем Коцабем, Иоанном Шимсой, Боженой Комарковой, Миланемом Балабанем, Иоанном Чапкем, Ярославом Пфаннем, Яромиром Прохазкой, Ладиславом Покорным и другими создателями реформ евангелической движения Новой ориентации в конце пятидесятых годов, в которой речь шла о гражданской интерпретации евангелия в общественных, религиозных и политических отношениях, что стало большой головной болью СтБ, церковной секретари и церковному руководству. Завязал дружеские отношения с демократически настроенными католиками — в основном с Иржи Немцем, с которым несколько десятилетий тесно сотрудничал в философском, христианском и политическом поле, Вацлавом Фреймом, Карлом Флоссем, Иоанном Соколем и другими. В 1960-х годах он участвовал в диалоге христиан с марксистами, в основном с Карлом Косиком и Миланом Мачовцем. В дальнейшем, участвовал как член редакционного совета на издание культурно-теоретического журнала «Лицо». Когда «Лицо» было остановлено в 1965 году, он протестовал открытым письмом к заведующему идеологическим отделом ЦК КПЧ Зденека Млынаржа.
Он получил соответствующее образование только в 1968 году, когда по рекомендации Яна Паточки был принят в философский институт ЧСАВ (ČSAV). В 1968 и 1969 годах он участвовал в переводах, написании введений и последующих обзорах ряда работ по философии и богословии, таких авторов как Карл Ясперс, Эмануэля Радла, Альфреда Норта Уайтхеда, Тейлхарда де Шардина и других. В апреле 1971 года выгнан из Философского института, в ноябре того же года он был заключен в тюрьму за пропагандистские брошюры во время избирательной кампании. Когда Ян Столяр, Ярослав Шабата делали акцент на избирательные права своих сограждан — например, не идти на выборы или отвергать предложенных кандидатов. В тюрьме он написал небольшое введение в философию для своей дочери. После полугодового заключения он был освобожден и приговорен на 9 месяцев.
Он работал ночным швейцаром, хранителем и кладовщиком, наряду с этим проводил домашние семинары для студентов евангельского богословского факультета. Принимал большое участие в выступлениях Хартии 77, чтобы Хартия 77 юридически опирался на международные пакты о правах и гражданских правах. В 1977—1980 годах дважды был спикером Хартии, когда пришёл на место покойного Яна Паточки, затем (вместе с Иржи Гайка) на места арестованных представителей Вацлава Бенди (чеш. Václav Benda) и Иржи Диенстибера (чеш. Jiřího Dienstbiera).После почти четырех лет он пишет Письма другу, в которых рассказал о текущей политической ситуации, — объяснил, взгляды и мнения Хартии 77, упомянул о чешской философской традиции, христианстве, реформ и догм марксизма, и призвал к гражданской инициативе, смелости и ответственности.
В 1980 году начал проводить публичные семинары для тех, кто интересуется философией, на них стекались крупные иностранные гости, в основном из Франции и Голландии, но также из США, Германии, Бельгии, Великобритании и других стран, например, Поль Рикёр (фран. Paul Ricoeur), Жак Деррида (фран. Jacques Derrida), Ханс ван ден Хорст, Дональд Дэвидсон (англ. Donald Davidson), Томас Нагель, Ричард Роти (англ. Richard Rorty). В 1985 году он основал философский журнал Reflexe и до сих пор участвует в философском издательства ΟΙΚΟΥΜΕΝΗ. В 1987-89 годах он опубликовал работы в самиздатской Народной газете, где он также был членом редакционного совета. В 1990 году он стал председателем возобновленного единства философии в том же году он стал профессором философии в Евангельском богословском факультете, который был принят в Карловым университетом. В 1992 году он был назначен профессором философии в философском факультете того же университета. В университете он преподавал во второй половине 90-х годов, в настоящее время живёт в Писеке.
Дипломатически отклонив просьбу президента Вацлава Гавела стать вице-премьер-министром Чальфа в 1990 году, он предпочел философию. Список публикаций 1943—2009 годов насчитывает 15 описанных стей, около 400 статей и исследований. В 1984 году получил награду Яна Палаха (чеш. Jana Palacha), в 1987 году стал доктором амстердамского университета, в 1992 году стал кавалером французского ордена Искусств и литературы, а в 1995 году орден T. Г. Масарика III. класса. В декабре 2010 года он получил почётную докторскую степень университета Пуркина (J. Е. Purkyně) в Усти-над-Лабем.

## Мышление
Гайдановская философия не может быть названа каким-либо установленным философским направлением. Ближе он к континентальному образу мышления, чем к аналитическому. Даже если он в своем мышлении проявляются мыслительные ходы, феноменология, философия существования, процессуального реализма и марксизма, является одним из немногих современных чешских философов, кто смел, чтобы обдумать и сформулировать собственные систематической философии, если не вообще единственный. Философски основное внимание уделяется вопросам истины и веры, которые он изучает философски, а не теологически. Рассматривает вопрос истины, прежде всего, с точки зрения онтологии (космологии), и это не только в философии и теологии, но и в области искусства, науки, истории и политики.
Его мышление основано на чешской философской и теологической традиции, в которой проблема истины, главным образом в мышлении Масарика и Радла и Я. Л. Стопки, Джей. Б. и Божены Комарки занимают ключевое место.
С ранней молодости был сильно заинтригован природой и природными науками, особенно биологией, любит цветы и все живое, его философских исследований всегда демонстрировали междисциплинарные особенности. Отталкивался от теорий Радла, который был первоначально биологом, а уже позже теоретическим биологом, философом живой природы и философом компании, особенно ближний. В исследовании, посвященном концепции истины Радла в 1952 году, он сравнил истины.
Явления истины и веры рассматриваются как непредсказуемые факты, события. Противостоит греческой концепции мышления, которое основывается на метафизике, но в то же время пытается точно сотрудничать с иудео-христианским мышлением, направленным на веру, жизненной практике, и в будущем. Он подвергает критике западную метафизику как субъективное мышление и пытается захватить как человеческую жизнь, так и мир в его не предметном характере. Он обращаться с предложениями: «истины не существует, но она верна»,"мы не правы, но у нас есть истина". Истина является основным критерием в концепции Гейдана, она является критерием всех вещей и самого себя (Спиноза). Истина исходит из будущего, имеет характер текущей проблемы, на которую мы либо реагируем, отвечаем, либо теряем уникальную возможность, новое присутствие, будущее и прошлое. Приходящая истина основывает новую, истинную реальность, но не истину о себе, она есть истина для нас, то есть зависит от нашего принятия и нашего ответа.
Для изучения материальных факт, для приготовления материального мышления основывает новую философскую дисциплину: меонтология (дисциплина об обычных вещах). Меонтология выращивает мышление о мышлении — логологии в мысли природы, философии физике, в человеческом переговоров-философской этике, так и в философской политики. Новые систематические мионтологии остались в эскизах, ожидая их доработки и публикации. О меонтологии говорят как о первой философии. Вопрос в том, является ли непредсказуемая, то есть отрицательная метафизика, не метафизика, подобная ее типу отрицательной теологии, также является теологией. С другой стороны, мы должны задать себе вопрос, можно ли в западной философии метафизики преодолеть или его избежать, не выходя за рамки философии, как это пыталиь сделать Хайдеггер и Витгенштейн.
Корни непредметной истины исходят из библейской традиции, ветхозаве́тных пророков и Иисуса, евангельского мышления. Он смело вступает в диалог с богословами, учеными, историками, художниками и политиками. Часто критичный диалог с конкретным этическим и политическим лезвием, становится частью его философской и политической практики, как свидетельствует ее богатая публичная интеллектуальная деятельность.

## Награды и премии
- Премия им. Яна Палаха (1984)
- Почётный доктор Амстердамского университета (1987)
- Орден Томаша Гаррига Масарика третьей степени (1995)[12]

## Основные работы
- Lettere a un amico. Bologna: Centro studi Europa orientale, 1979. 220 s. ISBN 88-7293-005-7.
- Wahrheit und Widerstand: Prager Briefe. München: P. Kirchheim, 1988. 292 s. ISBN 3-87410-024-3.
- Filosofie a víra. 1. vyd. Praha: Institut pro středoevropskou kulturu a politiku — Evangelické nakladatelství, 1990. 176 s. ISBN 80-85241-02-1.
- Dopisy příteli. Praha: Institut pro středoevropskou kulturu a politiku, 1993. 136 s. ISBN 80-85241-10-2.
- Nepředmětnost v myšlení a ve skutečnosti. Praha: ΟΙΚΟΥΜΕΝΗ[чеш.], 1997. 200 s. ISBN 80-86005-39-9.
- Filosofie a víra: Nepředmětnost v myšlení a ve skutečnosti II. 2. rozšířené vyd. Praha: ΟΙΚΟΥΜΕΝΗ[чеш.], 1999. 256 s. ISBN 80-86005-66-6.
- Havel je uhlík: Filosof a politická odpovědnost. Praha: Knihovna Václava Havla, 2009. 112 s. ISBN 978-80-903518-7-5.
- Setkání a odstup. Praha: ΟΙΚΟΥΜΕΝΗ[чеш.], 2010. 336 s. ISBN 978-80-7298-120-5.
- Úvod do filosofování. Praha: ΟΙΚΟΥΜΕΝΗ[чеш.], 2012. 224 s. ISBN 978-80-7298-416-9.